# Герб Юкаменского района
Герб Юкаменского района — один из официальных символов муниципального образования «муниципальный округ Юкаменский район» Удмуртской республики. Герб принят в 2007 году, внесён в Государственный геральдический регистр РФ под № 3516.

## Описание и символика
Описание герба:
В червлёном поле, во главе, — серебряное, выходящее сверху облако, обременённое червлёным прямым равноконечным вырубным крестом, из которого на лежащий в оконечности серебряный жернов падают три золотые капли (одна над другой), от жернова разлетаются в стороны четыре золотые брызги (по две в каждую сторону). Щит увенчан муниципальной короной установленного образца.
Автор — Ю. Н. Лобанов.
При создании проектов флага и герба Юкаменского района, художник основывался на этимологии названия района. «Ю» по финно-угорски трактуется как водный поток, вода, река, водная стихия (Ока, Йоки, Юоки). Эта речка впадает в Лекму, где у впадения располагается районный центр — с. Юкаменское. По народным преданиям, на берегу речки Ю находился камень, овеянный легендами и преданиями. Этот камень был местом народного поклонения.
Вода — один из элементов, основных стихий, на которых основана Вселенная (Вода. Огонь, Воздух, Земля). Небесные золотые капли символизируют стихию воды, являются образом речки Ю и рассматриваются здесь как благодеяние и благожелательность божью. В современном удмуртском языке слово «ю» переводится на русский как «пей» в повелительном наклонении. Метафизический образ «пить божественную благодать» является очень сильным геральдическим символом. Облака символизируют божью таинственность, сокровенность. Восьмиконечная звезда — особо почитаемая удмуртами знак «Толэзё» (греческий крест с клинчато раздвоенными концами) является оберегом Юкаменского района и показывает принадлежность района Удмуртской Республике. С божественного благословения «Инву мумы» (Матери Небесной росы) небесные капли или воды речки Ю полируют дикий необработанный камень и превращает его в жернова. Вспомним русское выражение «Капля камень точит», удмуртское «Из но му но пилиське но, адямилы чидано» («Камень и земля дают трещину, а человеку надобно терпеть»). Обработанный камень — жернова — это символ обработанной нравственности и культуры жителей Юкаменского района. Эти жернова передают позитивную энергию движения всему населению и экономике района, являются связующим звеном прошлого настоящего и будущего. 
Красный цвет геральдического щита символизирует радость, торжество, победу. Геральдическая муниципальная корона является знаком самоуправления района.

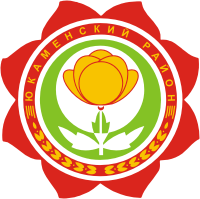
Эмблема Юкаменского района

## История
Ранее существовала эмблема района, принятая не позднее 2000 года. Современный герб  утверждён решением сессии Совета депутатов МО «Юкаменский район» №51 от 26 июня 2007 года. В связи с административной реформой 23 декабря 2021 года было принято решение, согласно которому герб Юкаменского района стал гербом «Муниципального округа Юкаменский район».